# Братство сталі
Братство сталі — вигадана організація з постапокаліптичної франшизи відеоігор Fallout. Братство збирає та зберігає технології, але вони відомі тим, що не діляться своїми знаннями, навіть якщо це покращить якість життя людей на пустелі.
Фракція Братства була присутня в кожній грі Fallout на сьогодні.

## Структура

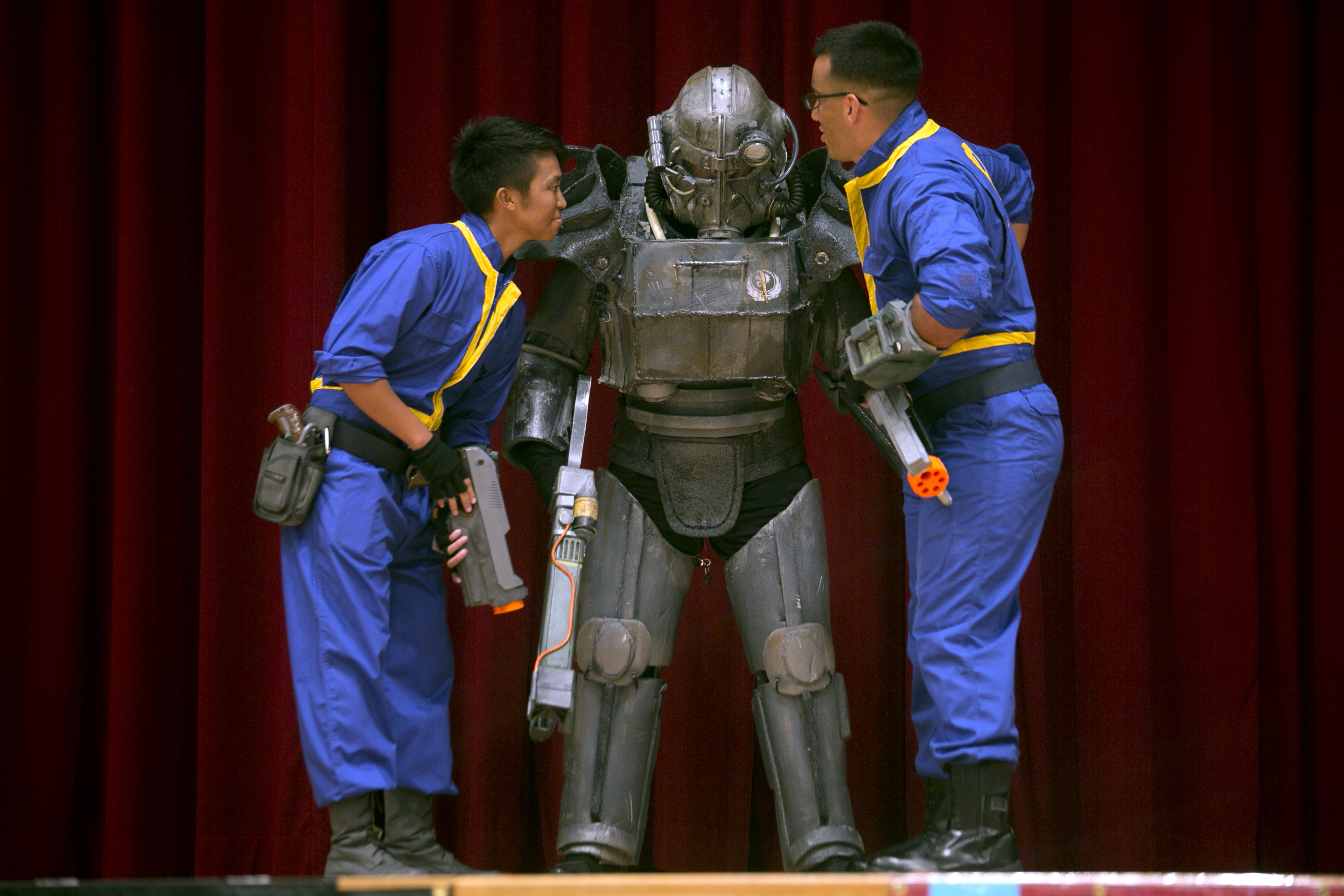
Косплеєр, одягнений у силову броню Братства сталі (у центрі)

Через фрагментарну природу Братства, яке існує в кількох експедиційних силах (відомих як «відділення»), важко дотримуватися встановленої структури. Усі відділення дотримуються ланцюга командування, відомого як «Ланцюг, що зв'язує», з чотирма рангами, які використовуються всіма. Це, за зростанням значення: Посвячений (англ. Initiate), Лицар (англ. Knight), Паладин (англ. Paladin) і Старійшина (англ. Elder).
Усі відділення походять від оригінального Західного Братства, яке можна побачити у Fallout: A Post Nuclear Role Playing Game, і зазвичай мають назви, пов'язані з їхнім місцезнаходженням, наприклад Братство Аппалачі (Fallout 76), відділення Мохаве (Fallout: New Vegas) і Східне братство (Fallout 3 і Fallout 4).
У кожному відділенні існує окрема група, відома як писарі. Ці особи відповідають за всі матеріально-технічні питання в межах кожного відділення. Члени Ордену Мечів відповідають за підтримку сучасної зброї та силової броні, які так часто використовуються організацією. Орден Щитів відповідає за розробку цивільних технологій для оборонних цілей. Орден сувоїв відповідає за відновлення/придбання передових схем і довоєнних знань у формі книг та інших носіїв.
Було показано, що Братство має відділ внутрішніх справ, відомий як Сталеве коло. Відомо, що принаймні одного учасника було засуджено за шахрайство Старшим у додатках Fallout: New Vegas Old World Blues і Dead Money.

## Розвиток

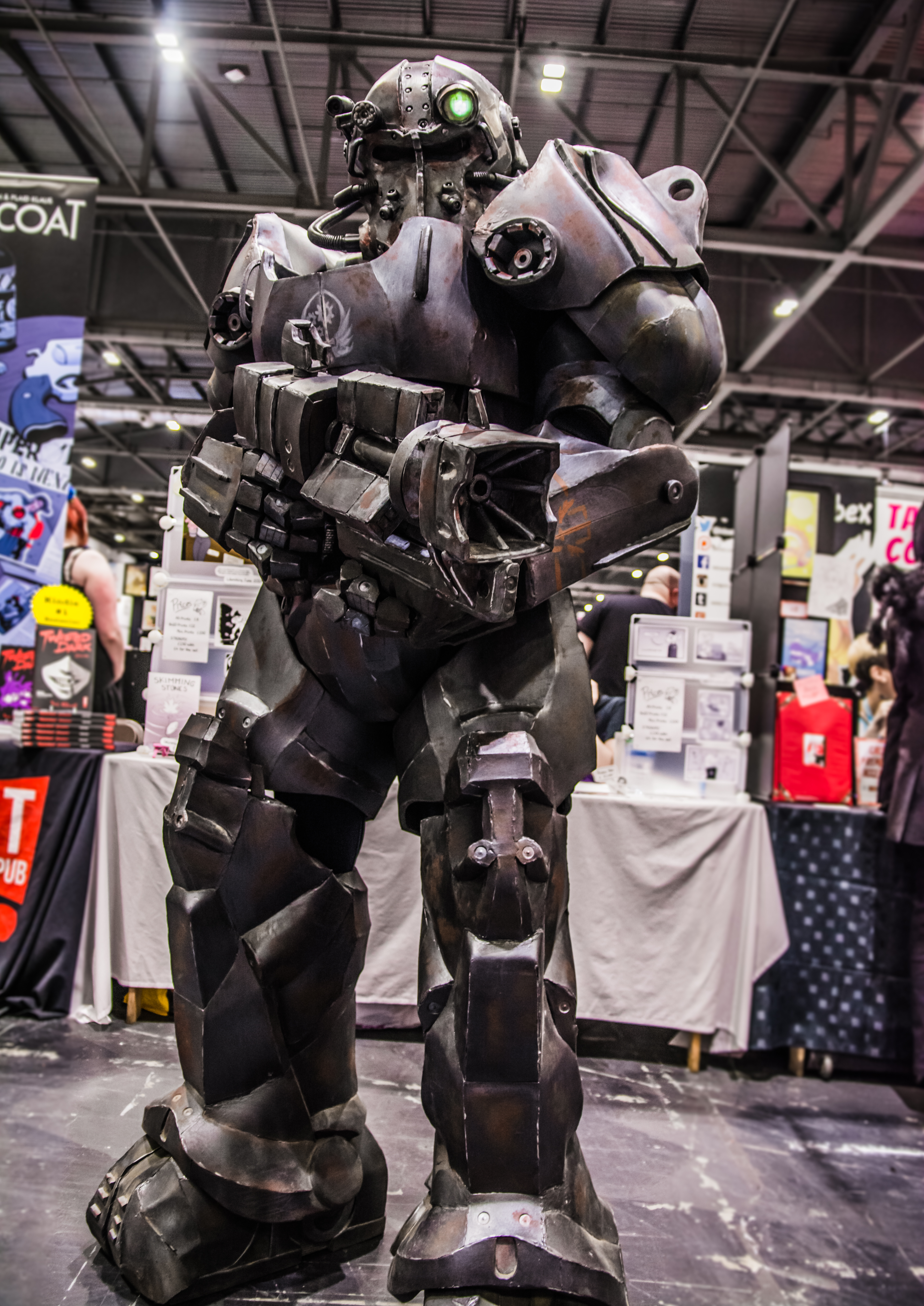
Косплеєр у сервоброні «Сталевого братства» на фестивалі Comic Con 2017.

Братство було створено Р. Скоттом Кемпбеллом, який заявив, що він «просто хотів створити групу, точнісінько таку, як ченці з Цитаделі Охоронців у Пустці». Він заявив, що «дуже хотів, щоб гравець міг подружитися з цією групою та приєднатися до неї (і захопити все їхнє чудове спорядження, звичайно)». Він додав, що хоча «це дійсно робило їх схожими на концепції в Gamma World і Warhammer 40K», він заявив, що «просто любить ідею високотехнологічних лицарів у силових обладунках», назвавши їхнє творіння «цілковитим фан-сервісом для мене».

## Поява
Братство сталі вперше з'явилося в оригінальній відеогрі Fallout і з того часу було присутнє в кожному записі серії. Це також центральна фракція двох додаткових ігор, Fallout Tactics: Brotherhood of Steel і Fallout: Brotherhood of Steel.
Зображення Братства дуже різноманітні. Спочатку показано, що вони є загадковим мілітаристським культом, до якого головний герой може приєднатися у Fallout, який може мати вирішальне значення для перемоги над Майстром, головним антагоністом. Братство має інший вигляд у Fallout 2, де показано, що вони мають форпости по всій пустелі та співпрацюють з Новою Каліфорнійською Республікою (НКР).
У Fallout 3 Братство Сталі зі Східного узбережжя було зображено як альтруїстична організація, що займається захистом жителів пустелі від рейдерів і супермутантів. Диверсія в ідеології спричинила появу відколотої групи під назвою «Братство ізгоїв», яка не зацікавлена в допомозі мешканцям пустки, а замість цього виконує початкову місію Братства — конфіскувати довоєнні технології. Якщо персонаж гравця вирішує допомогти Лайонсу, фракція Братства незабаром стає домінуючою силою в регіоні, і велика частина населення цінує його допомогу, наприклад, у виконанні великого проєкту фільтрації води, щоб зробити воду в регіоні безпечною для пиття.
Інші відділення, як-от відділення Мохаве у Fallout: New Vegas, залишалися ізоляціоністськими і були в основному зосереджені на отриманні довоєнних технологій і часто використовували крайні заходи для їх отримання, такі як тероризування мешканців пустки навіть втягнення у війну з Новою Каліфорнійською Республікою перед подіями гри. Війна з НКР призвела до того, що орден став дуже ослаблений: близько половини їхніх паладинів і лицарів було втрачено після того, як НКР вторгся в початковий штаб відділення Мохаве, здобувши вирішальну перемогу. Залежно від дій персонажа гравця в Нью-Вегасі, підрозділ Братства Мохаве може зберегти статус-кво, укласти мир із НКР або бути знищеним.
На той час, коли Артур Макссон змінив Оуена Лайонса на посаді старійшини Східного відділення під час подій у Fallout 4, Братство повернулося до своєї початкової місії конфіскації та зворотного проєктування втрачених довоєнних технологій, возз'єдналося з Ізгоями та знову встановив контакт зі своїм начальством на Західному узбережжі. Братство є однією з ключових фракцій у Fallout 4, і гравці можуть вибрати або стати на їхню сторону, або приєднатися до іншої фракції, щоб знищити Братство та розвивати розповідь основної сюжетної лінії гри.
Братство широко представлено в оновленні Steel Dawn до Fallout 76 як частині пакета розширення під назвою Fractured Steel. У цій грі її очолює паладин Лейла Рахмані, яка «прибула з Каліфорнії» зі своїми військами, «щоб заснувати нове відділення в Аппалачах».
Головний герой телевізійної адаптації Fallout 2024 року, Максимус (Аарон Мотен), зображений зброєносцем у Братстві Сталі. Після того, як його лицар Тайтус (Майкл Рапапорт) погано поводився з ним, він відмовляється рятувати життя лицаря після нападу Яо Гуая, викравши силову броню та видавши себе за нього. Пізніше Максимусу під виглядом Тайтуса, відправляють його власного зброєносця Тадеуса (Джонні Пембертон).

## Просування та мерчендайз
Член Братства сталі, одягнений у силову броню, представлений у ряді фігурок Funko Pop на тему Fallout, які вперше були випущені у 2015 році.

## Критика
Патрісія Ернандес з Kotaku назвала Братство у Fallout 4 «гігантськими херняками» (англ. giant dicks), сказавши, що вона утримувалася від крадіжки, поки не зустріла їх. Кажучи, що вони «надмірно завзяті мудаки», які «щойно увірвалися в Співдружність, поводячись так, ніби вони є власниками цього місця», вона також заявляє, що «вони відчувають, що мають право на кожну значну частину технології в пустці». Вона критикує їхню вигадану ідеологію як таку, що «не має жодного сенсу», кажучи, що хоча вона «має стосуватися збереження та захисту технологій», «їх лідер, старійшина Максон, сприймає це як те, що Братство повинно знищити всі синтезатори.». Вона також критикує той факт, що гравець повинен знищити Інститут, якщо він стане на боці Братства, попри їхні, здавалося б, схожі цілі. Посилаючись на «огидні речі, які ви змушуєте робити під час квестів їхніх фракцій», вона виділяє Проктора Тіґана, який посилає вас на «огидний квест, де ви повинні змусити фермерів віддавати врожай Братству, незалежно від того, хочуть вони цього чи ні.».
Брендан Лоурі з Windows Central назвав лінію квестів Братства у Fallout 4 морально сірою, сказавши, що хоча «Мінітмени є „хорошими хлопцями“ […], а Інститут безперечно злі», "Братство є єдиною фракцією […], що змушує критично мислити ". Сказавши, що «коли Братство прибуває до Співдружності, вони дають обіцянку захищати людей, які там живуть», все починає змінюватися пізніше, і Братство «не виявляє до своїх ворогів жодного милосердя», незалежно від того, чи вони ворожі. Лоурі стверджує, що «є вагомі аргументи як за, так і проти ідеології Братства».
Суперечка серед фанатів виникла через реткон Братства в сюжеті Fallout 76. Попри усталену історію Fallout, яка стверджує, що «перша зареєстрована діяльність Братства Сталі була в Каліфорнії у 2134 році», Fallout 76 встановлює присутність Братства «в Західній Вірджинії у 2102 році», щось, що «мало б бути просто неправдоподібним, якщо не неможливим». Bethesda пояснила цю невідповідність використанням «функціонуючого супутника», який дозволив Братству Сталі розширити своє охоплення до Аппалачів.
Різні сайти відзначили теорію фанатів, згідно з якою відділення Братства, зображеного у телевізійному серіалі Fallout, перемогло, а потім включило вірування Легіону Цезаря, диктатури, яка раніше була представлена у Fallout: New Vegas як вороги Нової Каліфорнійської Республіки та містера Хауса. Теорія вказує на римські імена персонажів і використання унікального червоно-жовтого прапора, а Джоді Макгрегор із PC Gamer каже, що «хоче, щоб це було правдою».